# 중재조항
중재조항(Arbitration clause)이란 계약서에 삽입하는 중재합의 조항이다. 계약과 관련한 분쟁 발생시, 법원의 재판에 의하지 않고, 중재에 의하여 분쟁을 해결하겠다고 약속하는 것을 말한다.
계약을 하는 경우에, 상대방은 표준중재조항을 계약서에 삽입하여 달라고 요구하는 경우가 있으며, 이를 위하여 표준중재조항이 마련되어 있다.

## 표준중재조항
- 대한상사중재원 표준중재조항
  - 이 계약으로부터 또는 이 계약과 관련하여 당사자들간에 발생하는 모든 분쟁, 논쟁 또는 차이 그리고 계약위반은 대한민국 법과 대한상사중재원 중재규칙에 따라서 대한민국 서울에서 중재로 해결된다. 중재인에 의해서 내려진 중재판정은 최종적이며 관련 당사자들을 구속한다.
  - All disputes, controversies, or differences which may arise between the parties out of or in relation to, or in connection with this contract, or for breach there of, shall be finally settled by arbitration in Seoul, Korea in accordance with the Commercial Arbitration rules of the Korean Commercial Arbitration Board and－under the Laws of Korea. The award rendered by the arbitrator(s) shall be final and binding upon both parties concerned.
- 국제상업회의소 표준중재조항
  - 현존하는 계약으로부터 또는 관련하여 발생하는 모든 분쟁은 국제상업회의소 중재규칙에 따라서 선임된 1인 또는 그 이상의 중재인에 의하여 동 규칙에 따라서 최종적으로 해결된다.
  - All disputes arising in connection with the present contract shall be finally settled under the Rules of Conciliation and Arbitration of the International Chamber of Commerce by one or more arbitrators appointed in accordance with the said rules.